# Marko Rog
Marko Rog (uttalas: [mâːrko rôːɡ]), född 19 juli 1995 i Varaždin i Kroatien, är en kroatisk professionell fotbollsspelare (mittfältare) som spelar för italienska Cagliari. Han har även spelat för Kroatiens landslag.